# Gestion de la paie
La gestion de la paie est l'organisation du mode de rémunération des employés et du calcul des cotisations salariales et patronales relatives à cette rémunération.
Dans l'entreprise, la gestion de la paie est généralement de la coresponsabilité du service comptable et de la direction des ressources humaines.

## Enjeux de la gestion de la paie
La gestion de la paie constitue un aspect important de l'administration des salariés. 
Matérialisant la relation entre l'employeur et le salarié, le bulletin de paie est un document périodique obligatoire devant répondre à certaines règles. Le salaire, contrepartie de la prestation du travail effectuée par le salarié, constitue un coût pour l'entreprise qui doit être comptabilisé. La gestion de la paie permet aussi d'assurer un suivi des taxes salariales et patronales sur les salaires.
Les enjeux de la gestion de la paie sont multiples : 
- le respect de la conformité réglementaire ;
- la gestion du climat social au sein de l'entreprise ;
- la gestion des données sensibles à sécuriser.

## L’externalisation de la gestion de la paie
Les règles de traitement administratif de la gestion de la paie sont en constante évolution : modification périodique des bases et des taux de cotisations, modifications règlementaires ou conventionnelles (convention collective)… Nouvelles réformes de l’État, nouvelles aides sur une durée limitée. De fait la gestion de la paie nécessite de se maintenir informée en permanence de ces évolutions ou modifications.
Pour contourner cette contrainte un certain nombre d’entreprises choisissent d’externaliser la gestion de la paie. Ce processus est expliqué dans l’article Externalisation.
L’externalisation de la gestion de la paie consiste à transférer cette gestion à un prestataire externe et ainsi à s’affranchir de ses contraintes et responsabilités.

## Organisation générale de la paie
La fixation de la rémunération prend en compte la complexité des tâches à effectuer, mais également les conditions de travail, le cadre contractuel (convention collective...) et salaire minimum, les performances de l'entreprise et du salarié, la situation personnelle du salarié (temps partiel par exemple).

### Bulletin de paie
Le bulletin de paie est un document comptable établi par l'employeur qui doit être remis au salarié selon une certaine périodicité (mois, quinzaine...). Il n'est soumis à aucune condition de forme dès lors qu'il comporte les mentions exigées par le Code du travail. Globalement, l'ensemble des précisions doit permettre de déterminer à qui est due la rémunération concernée par le bulletin de paie et comment son montant a été déterminé.

### Salaire de base et salaire brut
Le salaire de base figure sur le contrat de travail. Il peut être calculé selon diverses méthodes (exemple : salaire au rendement). La méthode la plus utilisée est le salaire mensuel. Ce dernier est calculé sur la base de 151,67 heures de travail effectif par mois en France, soit un temps plein (35 heures / semaine).
Le salaire de base est la partie fixe de la rémunération. Le salaire de base et la rémunération variable (primes, avantages divers) constituent la rémunération brute totale. La rémunération brute totale est la base de calcul pour tous les prélèvements sociaux.

### Heures supplémentaires
Les heures supplémentaires doivent être évaluées  afin de calculer le montant de la rémunération de l'employé.

### Heures complémentaires
Les heures complémentaires sont les heures que l'employeur peut demander au salarié à temps partiel d'effectuer au-delà de la durée fixée par le contrat de travail.

## Comptabilisation de la paie en France
Mode de calcul du net à payer
Toutes les rubriques ne s’appliquent pas à tous les cas.
Ces informations figurent sur les bulletins de paie.
Salaire de base
+ Heures complémentaires ou supplémentaires
+ Avantages en nature éventuels
+ Primes éventuelles
- Retenues pour absences non payées
= Salaire brut
- Cotisations Urssaf (maladie, retraite de base)
- Cotisations chômage (Pôle emploi)
- Cotisations retraite complémentaire ARRCO
- Cotisations retraite complémentaire AGIRC
- Cotisation garantie minimale de points (GMP)
- Cotisations AGFF
- Contribution exceptionnelle temporaire (CET)
- Cotisations APEC
- Cotisations prévoyance
- Cotisations mutuelle
- Cotisations retraite supplémentaire
- Cotisation CSG déductible
= Net fiscal
- Cotisation CSG non déductible
- Cotisation CRDS
- Acomptes sur salaire
- Prêts à rembourser à l’entreprise
- Opposition sur salaire, saisie-arrêt
- Avantages en nature éventuels
- Titres restaurant
+ Remboursement abonnement transports en commun
+ Remboursement de frais
= Net à payer
Les montants de ce calcul sont ensuite enregistrés comme ceci :
Paiement d'un acompte de rémunération (possible) :
| Compte | Intitulé | Débit | Crédit |
| ------ | -------- | ----- | ------ |
| 421    | Acompte  | ...   |        |
| 512    | Banque   |       | ...    |

Comptabilisation des charges de personnel :
| Compte | Intitulé | Débit | Crédit |
| ------ | --- | ----- | ------ |
| 641    | Salaire brut | ...   |        |
| 645    | Charges patronales                                                                                                  | ...   |        |
| 421    | Rémunérations dues                                                                                                  |       | ...    |
| 421    | Acompte (possible)                                                                                                  |       | ...    |
| 431    | Sécurité sociale (Urssaf : L'Union de recouvrement des cotisations de sécurité sociale et d'allocations familiales) |       | ...    |
| 437    | Assedic et retraite                                                                                                 |       | ...    |

Paiement des rémunérations et taxes à leurs dates d'exigibilité :
| Compte | Intitulé           | Débit | Crédit |
| ------ | ------------------ | ----- | ------ |
| 421    | Rémunérations dues | ...   |        |
| 43     | Organismes sociaux | ...   |        |
| 512    | Banque             |       | ...    |

## Conflits dus à la gestion de la paie
Il existe de nombreux contentieux sur la gestion de la paie. Pour éviter ces écueils, les entreprises, experts-comptables, centres agréés sont amenés à créer des postes de responsable paie. Cette personne est amenée à gérer la gestion de la paie eu égard aux divers codes : Code civil, Code du travail, etc. Les conflits sont de plusieurs ordres :
- conflits techniques, (présence ou pas d'informations, base et méthode calcul...)
- législation (prise en compte de réductions fiscales, de déductions fiscales...).

La gestion de la paie ne se limite pas seulement à l'émission du bulletin de paie. Elle englobe également les divers événements liés au contrat de travail : 
- Embauche (déclarations aux  organismes sociaux, de retraite, mutuelles...)
- Modification du contrat - Cessation du contrat de travail (Solde de tout compte, certificats de travail...).

En conséquence, une mauvaise gestion de la paie concerne à la fois l'entreprise, les salariés, les dirigeants, l'État et les organismes sociaux.  Les erreurs font courir des risques juridiques et pécuniaires aux entreprises. Les erreurs privent les salariés de droits sociaux, droits à la formation, droits à la retraite.